# Renault Vivaquatre
La Vivaquatre è un'autovettura di fascia alta prodotta dal 1932 al 1939 dalla Casa francese Renault.

## Profilo
La Vivaquatre nasce da una costola del progetto che l'anno prima diede vita alla Primaquatre. Fu realizzata partendo dal telaio di quest'ultima, ma debitamente allungato nel passo. La parentela con la Primaquatre è tradita dalla sigla di progetto, che nelle prime versioni era KZ7, e che quindi evidenziava una continuità con la vecchia Type KZ di cui la Primaquatre era la principale erede. La Vivaquatre era nata per essere principalmente una versione ultraconfortevole della Primaquatre, e il passo allungato di ben 26 cm ne era una delle principali caratteristiche. Quanto alla meccanica, essa ricalcava esattamente quella montata sulla Primaquatre. Era presente infatti un motore a 4 cilindri da 2120 cm³ di cilindrata, in grado di erogare inizialmente 35 CV. Tale motore era presente sulla KZ7, ma anche sulla KZ17, introdotta nel 1934 e sulla KZ23 del 1935. La distribuzione era affidata a valvole laterali, mentre la trazione era posteriore, con cambio a tre marce non sincronizzate. Durante questi primi anni di commercializzazione, la Vivaquatre fu oggetto di restyling continui, mirati a migliorare sempre più la penetrazione aerodinamica, grazie a linee che da quelle squadrate della KZ7, passarono a quelle arrotondate della KZ23. In seguito, a partire dal 1936, in occasione del lancio della ADL1, anche la meccanica mutò, in concordanza con gli aggiornamenti meccanici effettuati sulla Primaquatre. La vecchia unità da 2.1 litri fu sostituita da un altro 4 cilindri, ma da 2383 cm³ di cilindrata. La potenza massima erogabile dal motore della Vivaquatre ADL1 era di 56 CV a 3300 giri. Fino al 1939 vi furono altre tre serie, denominate ADL2, BDH1, BDH3 e BDH4, tutte con meccanica identica a quella della ADL1. Le linee delle serie prodotte dal 1936 in poi rimasero pressoché inalterate, anche come rotondità. Aumentarono le dimensioni, fino a raggiungere i 4.70 metri di lunghezza.
Nel 1939 la Vivaquatre fu definitivamente pensionata. La successiva Renault di cilindrata intorno ai due litri o poco più fu la Frégate, lanciata però ben 11 anni dopo.

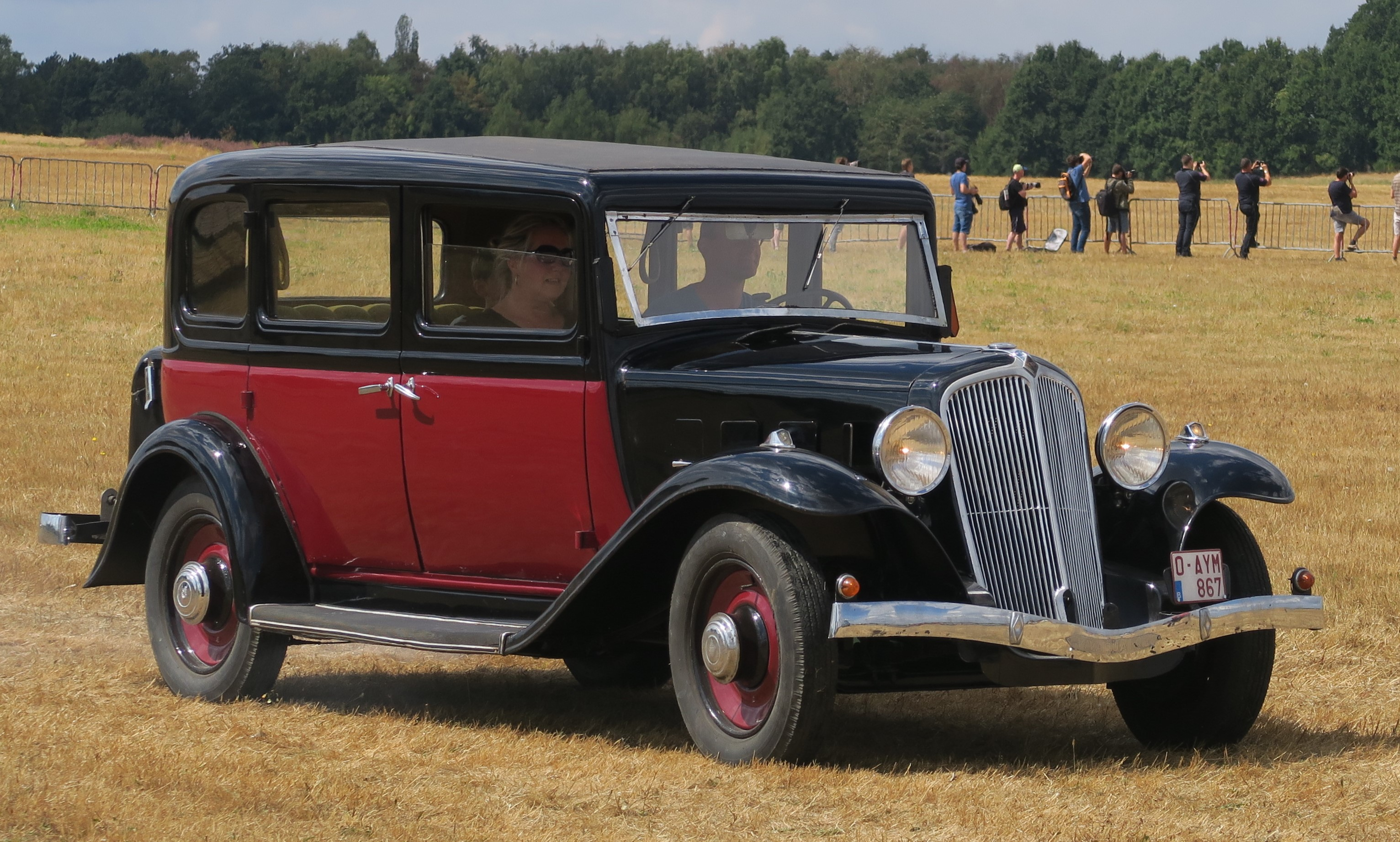
Renault Vivaquatre KZ13
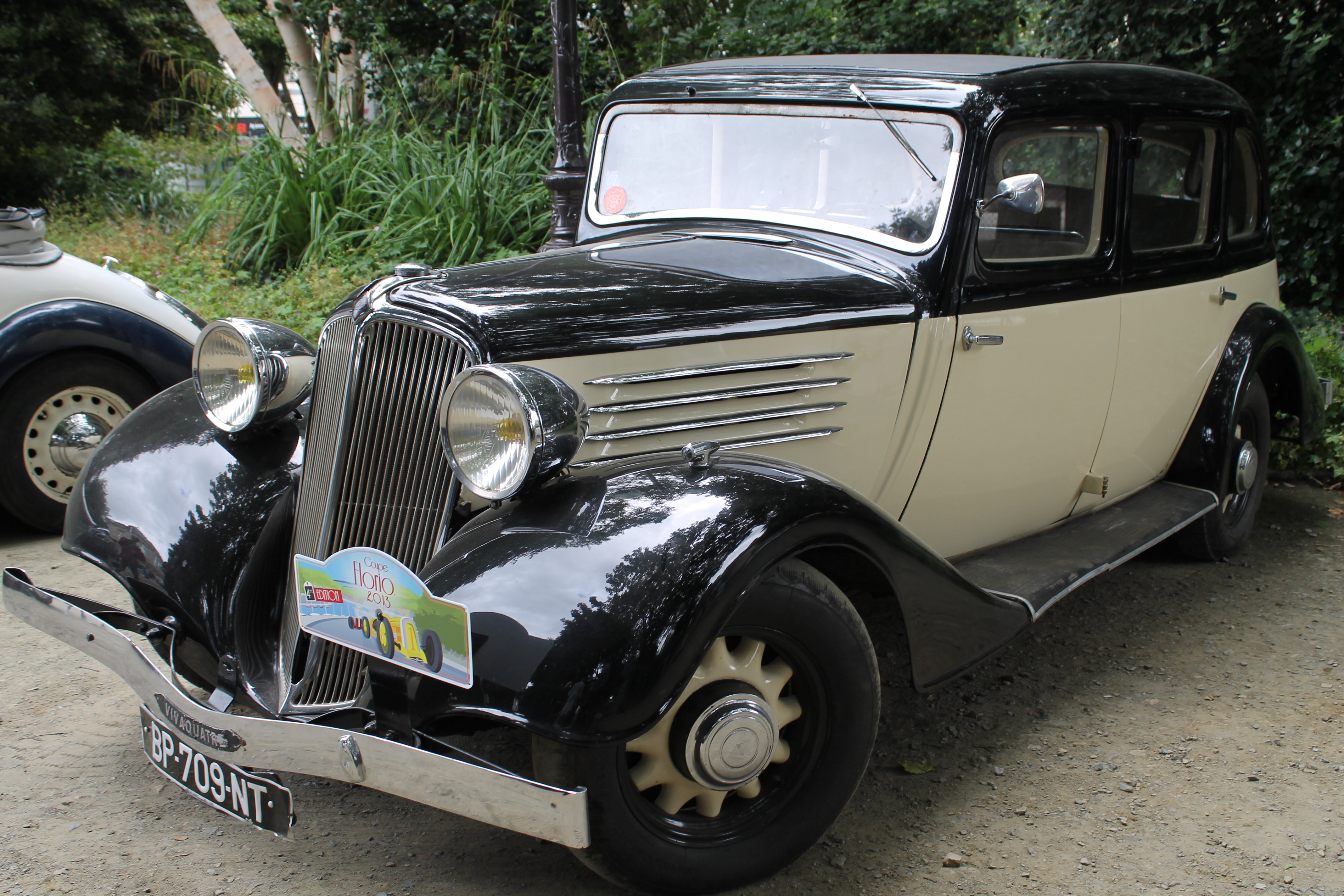
Renault Vivaquatre KZ17
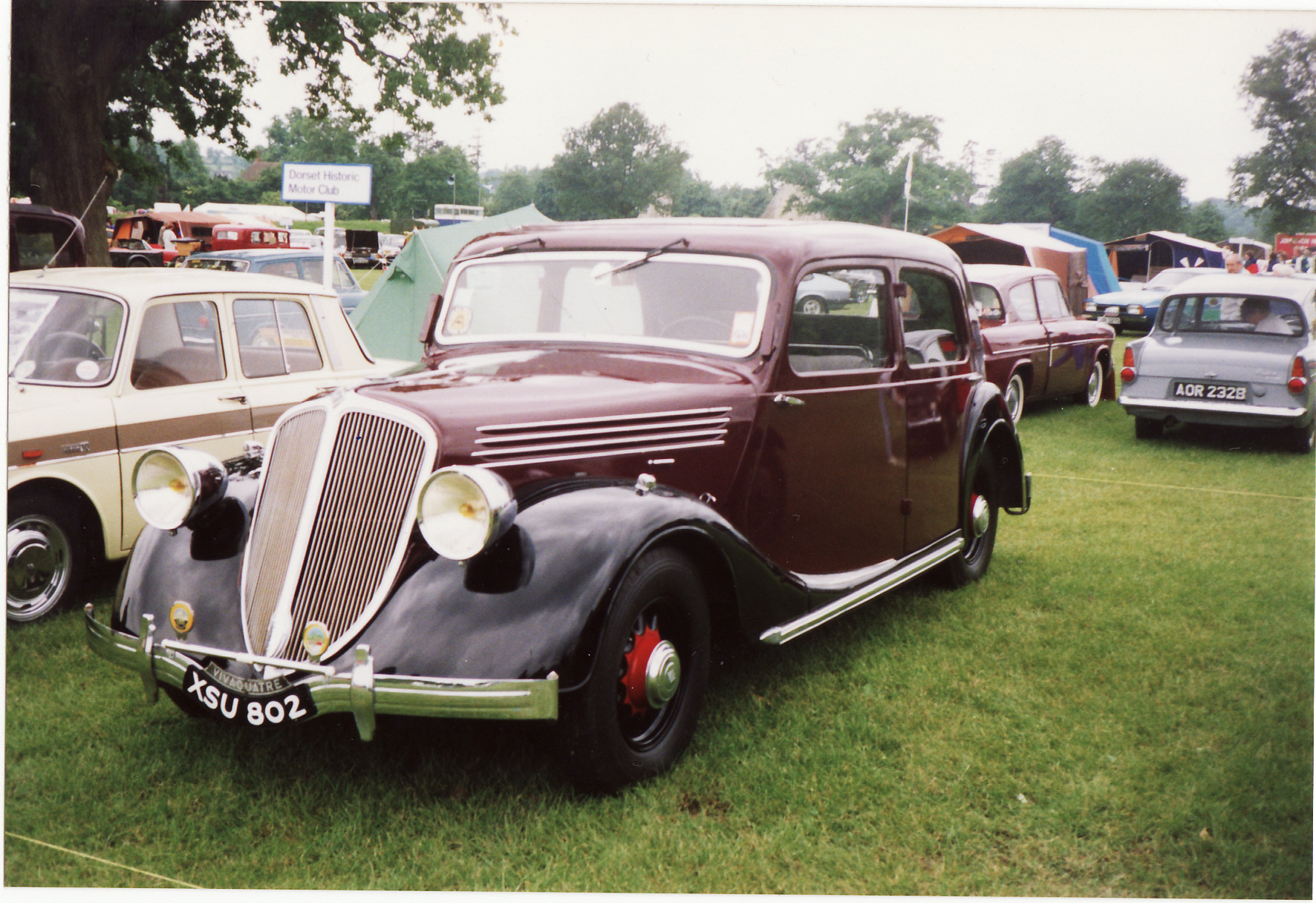
Renault Vivaquatre ADL1
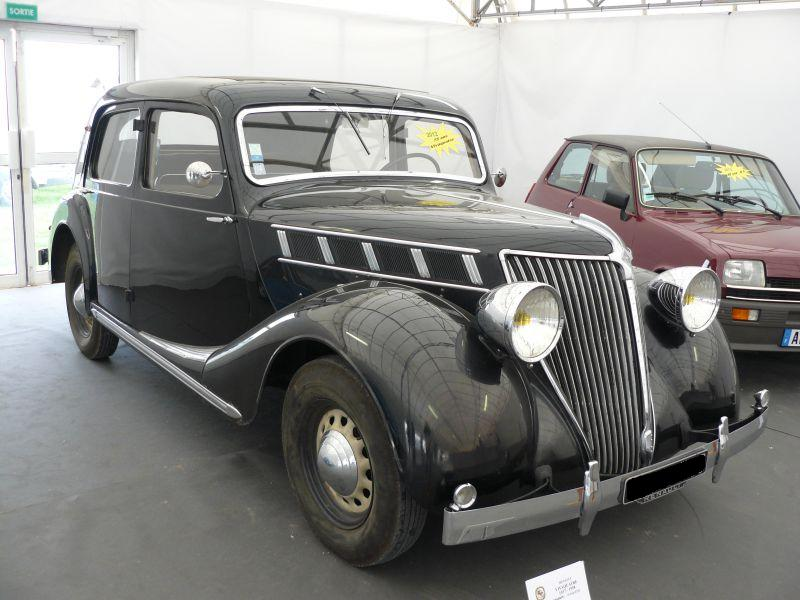
Renault Vivaquatre BDH1
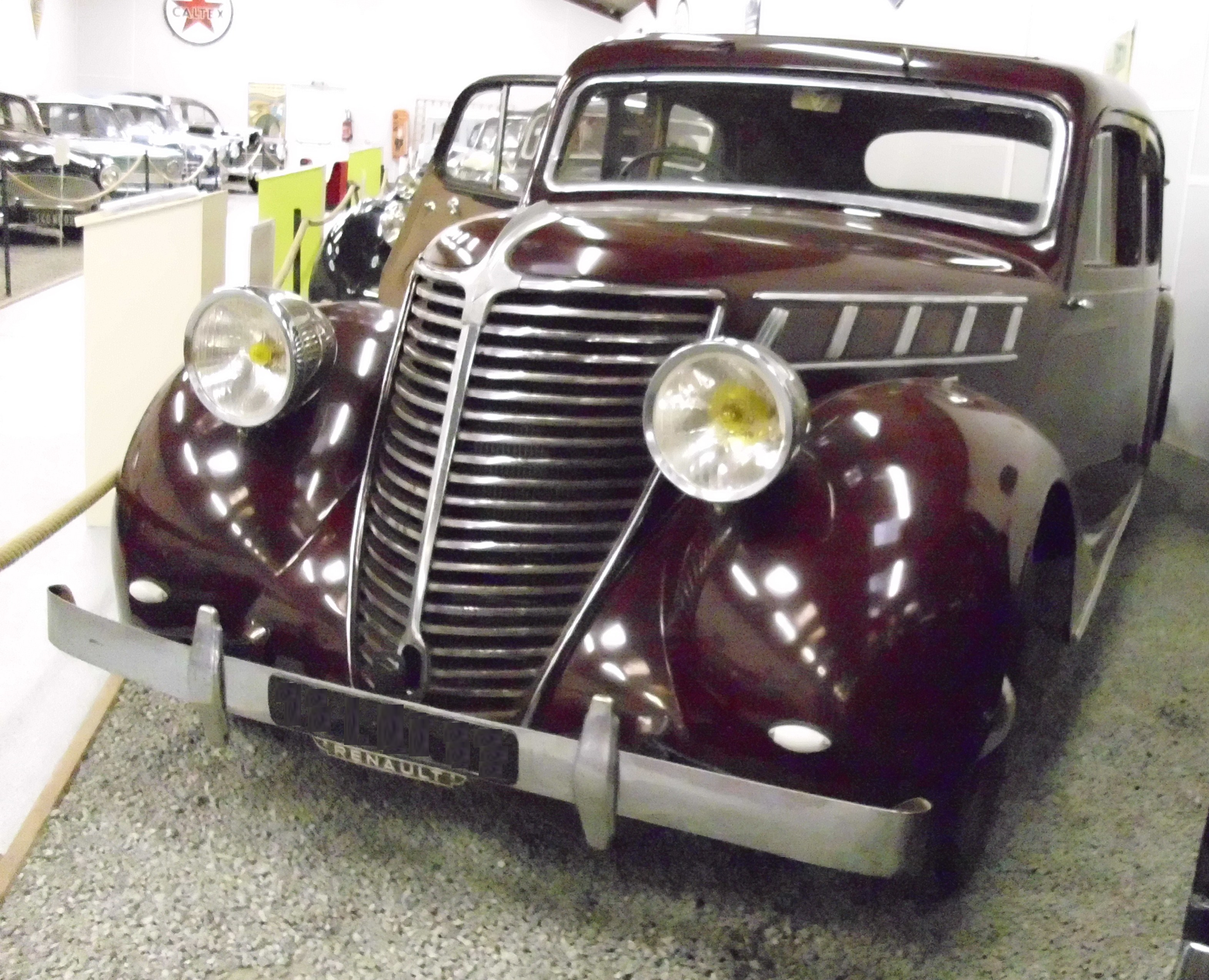
Renault Vivaquatre BDH3